# Односи Србије и Уједињених нација
Односи Србије и Уједињених нација су односи Републике Србије и Организације Уједињених нација.
Србија је један од 193 члана Уједињених нација.
Демократска Федеративна Југославија је била један од оснивача ОУН 1945. године, а Србија (односно тада СР Југославија) је чланица ОУН од 2000. године.
Од посебног значаја за Р. Србију је континуирано разматрање питања Косова и Метохије у Савету безбедности УН. УН су најважнија међународна организација за Р. Србију када је реч о питању статуса КиМ и очувања суверенитета и територијалног интегритета земље. У складу са резолуцијом Савета безбедности УН 1244 (1999), на територији Косова и Метохије делује мисија УНМИК. Извештаји о раду ове мисије разматрају се квартално у СБ УН.
Р. Србија даје допринос раду УН кроз чланство у различитим телима и специјализованим агенцијама УН. Активно учествује у раду Генералне скупштине УН (ГС УН) и њених комитета. Представник Р. Србије (бивши министар спољних послова Вук Јеремић) председавао је 67. заседањем ГС УН (септембар 2012-септембар 2013. године). Тема овог заседања ГС УН била је решавање међународних спорова мирним путем („Bringing about adjustment or settlement of international disputes or situations by peaceful means"). Током 2012. године Републику Србију је посетио генерални секретар УН Бан Ки-Мун.

## Стални представник у Уједињеним нацијама
- Немања Стевановић, стални представник од 2021.

Стална мисија Републике Србије при Уједињеним нацијама (Њујорк, САД) на нерезиденцијалној основи радно покрива државе: Бенин, Буркина Фасо, Гамбија, Либерија, Мадагаскар, Нигер, Обала Слоноваче, Сао Томе и Принципе, Сијера Леоне, Того и Централноафричка Република.
Ранији стални представници у Уједињеним нацијама:
- Милан Милановић, 2013 — 2020
- /  Феодор Старчевић, 2009 − 2013
- Павле Јевремовић, - 2009
- Небојша Калуђеровић, 2004 − 2006
- /   Дејан Шаховић, 2001 — 2004 (од 1992. до 2000. СРЈ због нерешене сукцесије и санкција није имала сталног представника)
- Дарко Шиловић, 1990 — 1992
- Драгослав Пејић, 1986 − 1990 (председавајући СБ УН-а марта 1988. и јула 1989)
- Игнац Голоб, 1982 — 1986
- Миљан Коматина, 1978 — 1982
- Јакша Петрић, 1974 — 1978
- Лазар Мојсов, 1969 − 1974 (председавајући СБ УН-а јуна 1972. и септембра 1973)
- Антон Вратуша, 1967 − 1969
- Данило Лекић Шпанац, 1963 - 1967
- Мишо Павићевић, 1960 − 1963
- Добривоје Видић, 1958 − 1960
- Јоже Брилеј, 1954 —  (председавајући СБ УН-а маја 1956)
- Лео Матес, 1953 — 1954
- Маријан Баришић, 1952 − 1953
- Алеш Беблер, 1950 − 1951  (председавајући СБ УН-а новембра 1950. и септембра 1951)
- Јоже Вилфан, 1947 - 1950

## Чланица организација у оквиру система УН
Р. Србија је чланица већег броја организација у оквиру система УН:
- Светске банке (WB)
- Међународног монетарног фонда (MMF)
- Организације УН за индустријски развој (UNIDO)
- Организације УН за образовање, науку и културу (UNESCO)
- Међународне организације рада (ILO)
- Међународне поморске организације (IMO)
- Светске здравствене организације (WHO)
- Међународне организације за цивилно ваздухопловство (ICAO)
- Међународне уније за телекомуникације (ITU)
- Светске поштанске уније (UPU)
- Међународне организације за атомску енергију (IAEA)
- Светске организације за интелектуалну својину (WIPO)
- Организације УН за храну и пољопривреду (FAO)
- Светске метеоролошке организације (WMO)
- Светске туристичке организације УН (UNWTO).